# ژیویتسا (لوچانی)
ژیویتسا (به صربی: Živica) یک منطقهٔ مسکونی در صربستان است که در لوچانی واقع شده‌است. ژیویتسا ۹٫۱۲ کیلومتر مربع مساحت و ۲۶۲ نفر جمعیت دارد و ۴۷۵ متر بالاتر از سطح دریا واقع شده‌است.